# Изложбе „Нови чланови УЛУС-а”
Изложбe „Нови чланови” су традиционалне годишње изложбе Удружења ликовних уметника Србије које се одржавају од 1958. године.
Циљеви су афирмација уметника који су чланови УЛУС-а од те године када се одржава изложба и значајан допринос у сагледавању уметничких кретања у савременом тренутку.

## Хронологија
- Изложба „Нови чланови” (1958)
- Изложба „Нови чланови” (1959)
- Изложба „Нови чланови” (1960)
- Изложба „Нови чланови” (1961)
- Изложба „Нови чланови” (1962)
- Изложба „Нови чланови” (1963)
- Изложба „Нови чланови” (1964)
- Изложба „Нови чланови” (1965)
- Изложба „Нови чланови” (1967)
- Изложба „Нови чланови” (1968)
- Изложба „Нови чланови” (1969)
- Изложба „Нови чланови” (1970)
- Изложба „Нови чланови” (1971)
- Изложба „Нови чланови” (1973)
- Изложба „Нови чланови” (1974)
- Изложба „Нови чланови” (1975)
- Изложба „Нови чланови” (1978)
- Изложба „Нови чланови” (1979)
- Изложба „Нови чланови” (1980)
- Изложба „Нови чланови” (1981)
- Изложба „Нови чланови” (1982)
- Изложба „Нови чланови” (1983)
- Изложба „Нови чланови” (1984)
- Изложба „Нови чланови” (1985)
- Изложба „Нови чланови” (1986)
- Изложба „Нови чланови” (1987)
- Изложба „Нови чланови” (1988)
- Изложба „Нови чланови” (1989)
- Изложба „Нови чланови” (1990)
- Изложба „Нови чланови” (1991)
- Изложба „Нови чланови” (1992)
- Изложба „Нови чланови” (1993)
- Изложба „Нови чланови” (1994)
- Изложба „Нови чланови” (1995)
- Изложба „Нови чланови” (1996)
- Изложба „Нови чланови” (1997)
- Изложба „Нови чланови” (1999)
- Изложба „Нови чланови” (2000)
- Изложба „Нови чланови” (2001)
- Изложба „Нови чланови” (2002)
- Изложба „Нови чланови” (2003)
- Изложба „Нови чланови” (2004)
- Изложба „Нови чланови” (2005)
- Изложба „Нови чланови” (2006)
- Изложба „Нови чланови” (2007)
- Изложба „Нови чланови” (2008)
- Изложба „Нови чланови” (2009)
- Изложба „Нови чланови” (2010)
- Изложба „Нови чланови” (2011)
- Изложба „Нови чланови” (2012)
- Изложба „Нови чланови” (2013)
- Изложба „Нови чланови” (2014)
- Изложба „Нови чланови” (2015)
- Изложба „Нови чланови” (2016)
- Изложба „Нови чланови” (2017)
- Изложба „Нови чланови” (2018)
- Изложба „Нови чланови” (2020)